# شینیچی سوزوکی
شینیچی سوزوکی (به ژاپنی: 鈴木 鎮)، (به انگلیسی: Suzuki Shin'ichi?) ‏ (۱۷ اکتبر ۱۸۹۸ – ۲۶ ژانویه ۱۹۹۸)، ویولونیست و مدرس ویولن و مؤلف روش آموزش موسیقی سوزوکی، در شهر ناگویای ژاپن متولد شد. پدرش معروفترین کارگاه ویولن سازی را داشت. ابتدا نزد پدرش شاغل بود؛ نواختن را در هفده سالگی شروع و تحصیل خود را در توکیو به انتها رساند و بعد عازم برلین شد، جایی که هشت سال تمام شاگردی کارل کلینگلر (Karl Klinglers) را کرد، به علاوه در این شهر توانست با نامدارترین هنرمندان و پژوهشگران از جمله آلبرت انیشتن آشنا شود.
در سال ۱۹۲۸ با همسرش والتراوت (Waltraud Prange) به ژاپن بازگشت. سوزوکی با سه برادرش کوارتت سوزوکی را تشکیل داد و به اجرای کنسرت و تدریس دست یازید.
در این زمان او به راز تدریس به کودکان خردسال، دست یافت که باعث تشکیل انستیتوی تعلیم و تربیتی شد که شهرت جهانی دارد.